# U-Bahnhof Wagner
Der U-Bahnhof Wagner ist ein Tunnelbahnhof der Linie 1 der U-Bahn Mailand. Er befindet sich im Westen der Stadt, unter dem gleichnamigen Platz (Piazza Wagner).

## Geschichte
Der U-Bahnhof Wagner wurde am 2. April 1966 bei der Inbetriebnahme der Zweigstrecke Pagano–Gambara der Metro-Linie 1 eröffnet.

## Aufbau
Wie jeder Bahnhof der Linie 1 hat der Station Wagner zwei Gleise mit Seitenbahnsteig. Über dem Bahnsteiggeschoss (−2) befindet sich ein Zwischengeschoss (−1) mit Zutrittskontrolle. Die architektonische Ausstattung wurde wie bei allen Bahnhöfen der Linien M1 und M2 von den Architekten Franco Albini und Franca Helg sowie vom Grafiker Bob Noorda gestaltet.

## Anbindung
| Linie | Verlauf |
| ----- | --- |
|       | Sesto 1º Maggio FS – Sesto Rondò – Sesto Marelli – Villa San Giovanni – Precotto – Gorla – Turro – Rovereto – Pasteur – Loreto – Lima – Porta Venezia – Palestro – San Babila – Duomo – Cordusio – Cairoli – Cadorna FN – Conciliazione – Pagano – Buonarroti – Amendola – Lotto – QT8 – Lampugnano – Uruguay – Bonola – San Leonardo – Molino Dorino – Pero – Rho Fiera – Wagner – De Angeli – Gambara – Bande Nere – Primaticcio – Inganni – Bisceglie |